# Buathra tarsoleucos
Buathra tarsoleucos är en stekelart som först beskrevs av Franz Paula von Schrank 1781.  Buathra tarsoleucos ingår i släktet Buathra och familjen brokparasitsteklar. Arten är reproducerande i Sverige. Inga underarter finns listade.